# Sân bay quốc tế Tân Hải Thiên Tân
Sân bay quốc tế Tân Hải Thiên Tân (IATA: TSN, ICAO: ZBTJ) (tiếng Trung: 天津滨海国际机场; bính âm: Tiānjīn Guójì Jīchǎng) là một sân bay ở Đông Thiên Tân, Trung Quốc, ở quận Đông Lệ. Đây là một trong những trung tâm vận chuyển hàng hóa chính của Trung Quốc. Các chuyến bay quốc tế đầu tiên được hãng Korean Air cung cấp nối với Sân bay quốc tế Incheon tại Seoul.

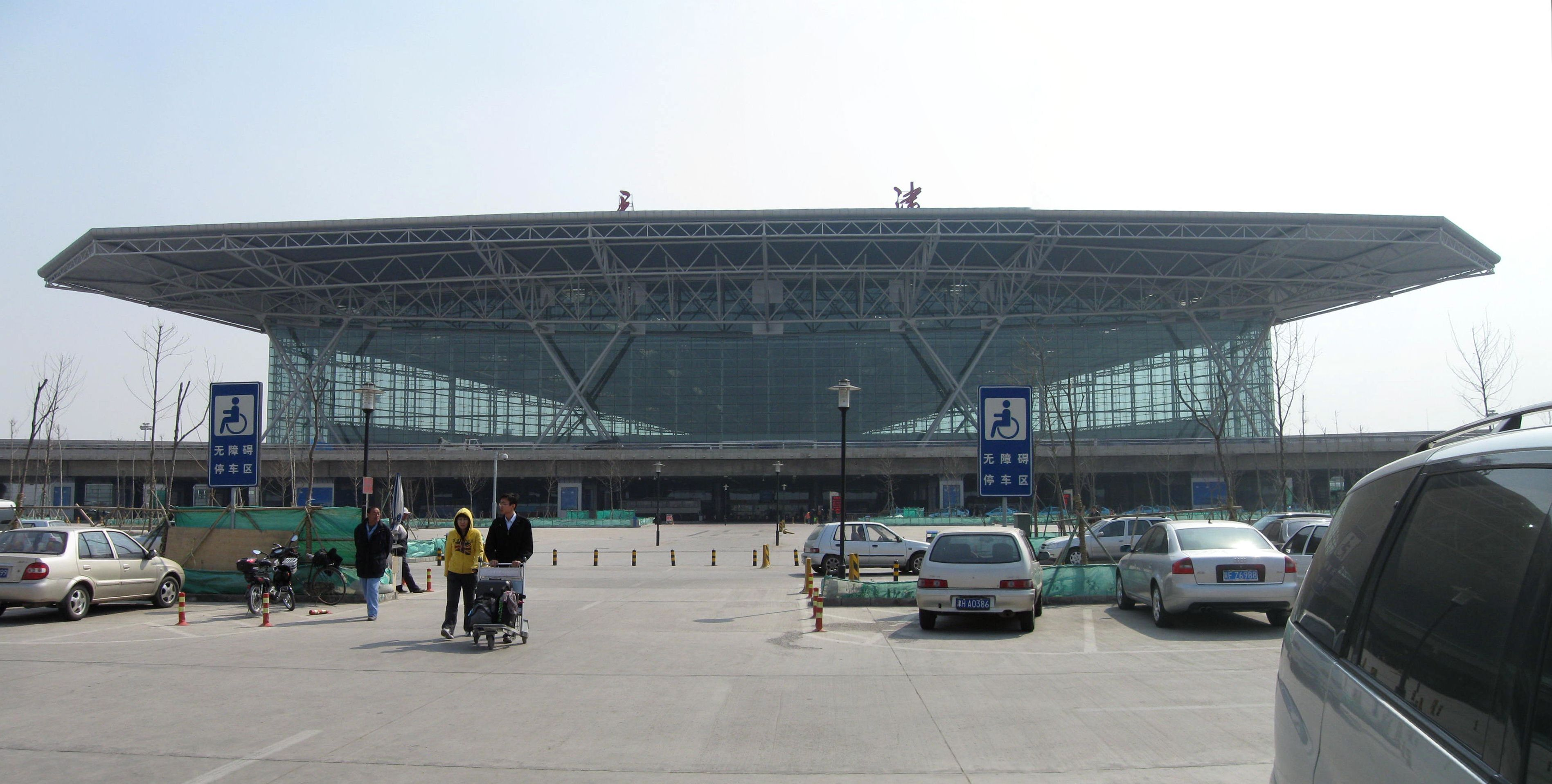
Sân bay quốc tế Tân Hải Thiên Tân

## Nhà ga mới và đường băng thứ hai
Công tác xây dựng một nhà ga hàng không mới bắt đầu vào năm 2005 và hoàn toàn hoạt động vào năm 2008. Việc mở rộng sân bay cung cấp một nhà ga mới kiến trúc hiện đại có công suất hơn ba lần lớn hơn so nhà ga cũ với diện tích 116.000 m2. Khi ba giai đoạn xây dựng hoàn thành nhà ga sân bay sẽ có hơn 500.000 m2 và có thể phục vụ 40 triệu hành khách một năm. Trong giai đoạn của dự án, diện tích sân bay sẽ mở rộng từ 25 km ² với 80 km ². Sân bay như một toàn thể sẽ giống như sân bay Schiphol của Amsterdam và sẽ có thể xử lý 500.000 tấn hàng hóa và 200.000 lượt chuyến bay một năm.
Việc mở rộng, với tổng vốn đầu tư gần 3 tỷ nhân dân tệ (409.500.000 USD) mở rộng đường băng đến 75 mét từ 50 mét và dài 3.600 mét. Trong tháng 5 năm 2009, sân bay cũng đã hoàn thành việc xây dựng một đường băng thứ hai, và số lượng dự kiến của hành khách sẽ vượt quá 10.000.000 lượt mỗi năm.

## Các hãng hàng không và các điểm đến

### Hành khách
| Hãng hàng không                        | Các điểm đến |
| -------------------------------------- | --- |
| Air China                              | Bangkok-Suvarnabhumi, Baotou, Trường Sa, Thành Đô, Trùng Khánh, Đại Liên, Daqing, Quảng Châu, Hải Khẩu, Hàng Châu, Cáp Nhĩ Tân, Hohhot, Hong Kong, Kunming, Lanzhou, Lijiang, Naha, Osaka-Kansai, Tam Á, Seoul-Incheon, Shanghai-Hongqiao, Thượng Hải-Phố Đông, Thâm Quyến, Taipei-Songshan, Tokyo-Narita, Tonghua, Urumqi, Hạ Môn, Tây An, Xining, Yanji, Yinchuan, Yuncheng |
| Air China vận hành bởi Dalian Airlines | Đại Liên, Thâm Quyến |
| Air Leisure                            | Thuê chuyến: Cairo, Aswan |
| Air Macau                              | Macau |
| Asiana Airlines                        | Seoul-Incheon |
| Beijing Capital Airlines               | Tam Á |
| Chengdu Airlines                       | Thành Đô |
| China Eastern Airlines                 | Chifeng, Dali, Quảng Châu, Cáp Nhĩ Tân, Kunming, Shanghai-Hongqiao, Thượng Hải-Phố Đông, Ulanhot, Vũ Hán, Tây Song Bản Nạp |
| China Southern Airlines                | Trường Sa, Trùng Khánh, Đại Liên, Quảng Châu, Cáp Nhĩ Tân, Jieyang, Tam Á, Vũ Hán, Yiwu |
| Colorful Guizhou Airlines              | Quý Dương |
| EVA Air                                | Kaohsiung, Đài Bắc-Đào Viên |
| Far Eastern Air Transport              | Taipei-Songshan |
| Fuzhou Airlines                        | Phúc Châu, Cáp Nhĩ Tân |
| GX Airlines                            | Nam Ninh, Nanyang, Yichang |
| Hainan Airlines                        | Changzhi, Quảng Châu, Hải Khẩu, Thượng Hải-Phố Đông, Thâm Quyến |
| Hong Kong Airlines                     | Hong Kong |
| Japan Airlines                         | Nagoya-Centrair |
| Juneyao Airlines                       | Thượng Hải-Phố Đông |
| Korean Air                             | Seoul-Incheon |
| Loong Air                              | Hàng Châu, Cáp Nhĩ Tân |
| NokScoot                               | Bangkok-Don Mueang |
| Okay Airways                           | Bangkok-Suvarnabhumi, Trường Sa, Thành Đô, Trùng Khánh, Đại Liên, Quảng Châu, Quế Lâm, Hàng Châu, Cáp Nhĩ Tân, Jeju, Krabi, Kunming, Nam Ninh, Ninh Ba, Osaka-Kansai, Quanzhou, Tam Á, Thâm Quyến, Tokyo-Haneda, Tây An, Yantai, Yulin, Zhangjiajie Seasonal: Daegu |
| Scoot                                  | Singapore |
| Shandong Airlines                      | Baotou, Bayannur, Hohhot, Thanh Đảo, Hạ Môn |
| Shanghai Airlines                      | Kunming, Shanghai-Hongqiao, Thượng Hải-Phố Đông |
| Vietjet Air                            | Nha Trang |
| Sichuan Airlines                       | Trường Xuân, Thành Đô, Trùng Khánh, Hàng Châu, Cáp Nhĩ Tân, Lanzhou |
| Spring Airlines                        | Bangkok-Suvarnabhumi, Changbaishan, Jeju, Osaka-Kansai, Shanghai-Hongqiao, Thâm Quyến, Yancheng |
| Tianjin Airlines                       | Baotou, Trường Xuân, Trường Sa, Chifeng, Trùng Khánh, Đại Liên, Fuyang, Phúc Châu, Ganzhou, Quế Lâm, Quý Dương, Hải Khẩu, Hailar, Hakodate, Hàng Châu, Cáp Nhĩ Tân, Hohhot, Huai'an, Huangshan, Jeju, Jiamusi, Jieyang, Kashgar, Kunming, Lanzhou, London-Gatwick (từ ngày 25 tháng 6 năm 2016), Moscow-Sheremetyevo (từ ngày 13 tháng 6, 2016), Mudanjiang, Nam Xương, Nam Ninh, Ninh Ba, Ordos, Osaka-Kansai, Phuket, Thanh Đảo, Tam Á, Sapporo-Chitose, Seoul-Incheon, Shanghai-Hongqiao, Thẩm Dương, Shijiazhuang, Thái Nguyên, Tokyo-Haneda, Tongliao, Urumqi, Wenzhou, Vũ Hán, Hạ Môn, Tây An, Yantai, Yinchuan, Trịnh Châu |
| Tibet Airlines                         | Lhasa, Mianyang |
| TransAsia Airways                      | Taipei-Songshan |
| West Air                               | Trùng Khánh |
| Xiamen Airlines                        | Trường Sa, Trùng Khánh, Đại Liên, Phúc Châu, Quý Dương, Hải Khẩu, Hàng Châu, Cáp Nhĩ Tân, Hohhot, Nantong, Quanzhou, Thâm Quyến, Urumqi, Vũ Hán, Hạ Môn, Tây An |

### Hàng hóa
{{airport-dest-list
| ANA Cargo | Đại Liên, Osaka-Kansai, Tokyo-Narita
| Grizodubova Air Company | Abakan
| Hong Kong Airlines | Hong Kong
| Lufthansa Cargo | Frankfurt, Krasnoyarsk
| Korean Air Cargo | Seoul-Incheon
| TransAVIAexport Airlines | Novosibirsk
| Volga-Dnepr | Abakan
| Uzbekistan Airways | Navoi 
| Yangtze River Express | Munich
| Vietnam Airlines | Nha Trang